# Brachyhesma grossopedalis
Brachyhesma grossopedalis är en biart som beskrevs av Exley 1977. Brachyhesma grossopedalis ingår i släktet Brachyhesma och familjen korttungebin. Inga underarter finns listade.

## Bildgalleri

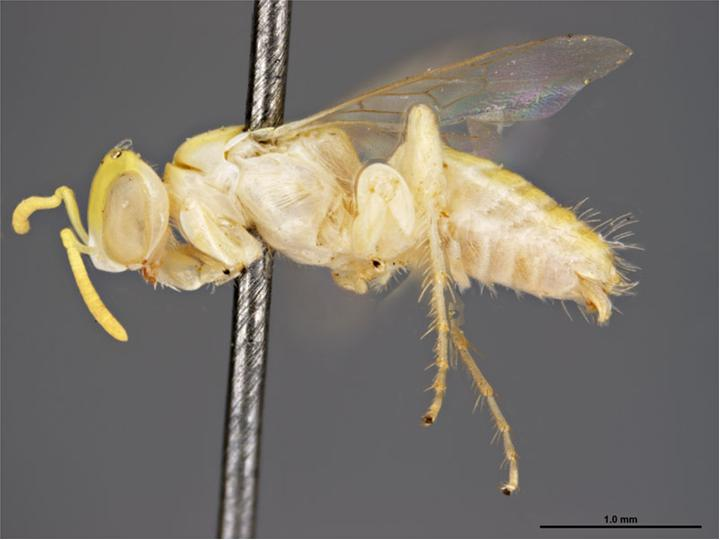